# Ruben II van Armenië
Ruben II (Armeens: Ռուբեն Բ, Rupen II of Roupen II (c.1165 – overleden 1170) was vorst van Armeens Cicilie tussen 1169 - 1170, hij was de zoon van Thoros II van Armenië en Isabella van Courtenay.
Nadat Ruben II's vader in 1169 overleed, werd de 4-jarige onder de hoede van zijn neef Thomas geplaatst, die als regent regeerde over Armenië. Zijn oom Mleh marcheerde dat jaar Armenië binnen, en had een leger uit Aleppo onder zijn hoede. Regent Thomas nam de benen en liet Ruben II achter in een katholiek klooster genaamd St. Nerses IV bij Hromgla. Deze kloosterlingen werden vermoord door rekruten van Mleh in 1169; de jonge Ruben werd het jaar erop vermoord, waarop Mleh zichzelf tot vorst van Armenië benoemde.